# Некропола
Некропола (од грчког  — некрос] = „мртав” и  — полис] = „град”; у преводу „град мртвих”) је велико гробље или сакрално место. Поред повремене употребе речи за називање великих гробаља изван великих градова, појам се углавном користи за места сахрањивања у близини градова древних цивилизација.